# Replay〜Best of 20th Century〜
『Replay〜Best of 20th Century〜』（リプレイ ベスト・オブ・トゥエンティースセンチュリー）は、20th Centuryの1stベストアルバム。2004年2月4日にavex traxから発売された。

## 概要
20th Century初のベストアルバムとなる。アルバムとしては、前作『! -attention-』からおよそ5年4ヶ月ぶりのリリースとなる。
CCCD二枚組のスペシャル盤と、通常盤の2形態で発売された。
スペシャル盤には、トニセンヒストリーDVD応募券を封入。
コピーコントロールCDでの発売。

## 収録曲
※はアルバム初収録曲。現存曲の詳細はそのページを参照。

### スペシャル盤

#### Disc 1
1. ちぎれた翼
作詞：MIZUE、作曲：中野雄太、編曲：鈴木雅也
  - 新曲
  - 日本テレビ系アニメ『キャプテンハーロック』エンディングテーマ
2. Running to the top
作詞：森浩美、作曲：織田哲郎、編曲：明石昌夫
  - 5thアルバム「"HAPPY" Coming Century, 20th Century Forever」収録曲（V6）
3. Knock me Real
作詞：山田ひろし、作曲：浅田直、編曲：石塚知生
  - 1stアルバム「ROAD」収録曲
4. Dahlia
作詞・作曲・編曲：石井妥師
  - 3rdアルバム「A JACK IN THE BOX」収録曲（V6）
5. ジンクス
作詞：六ツ見純代、作曲：星野靖彦、編曲：新井理生・高良勝治
  - 1stアルバム収録曲
6. Precious Love
作詞：U-sky、作曲：笹本安詞、編曲：鈴木雅也
  - 2ndシングル
7. クロール
作詞・作曲：山上ジュン、編曲：CHOKKAKU
  - 4thアルバム「"LUCKY" 20th Century, Coming Century to be continued...」収録曲（V6）
8. Working Man
作詞：20th Century、作曲：KEN&SIN、編曲：米光亮
  - 2ndアルバム「! -attention-」収録曲
9. Lonely Holy Night
作詞：土生京子、作曲・編曲：日高智（GTS）
  - 1stミニアルバム「GREETING」収録曲（V6）
10. OPEN THE GATE
作詞：山本成美、作曲：中西圭三・小西貴雄、編曲：小西貴雄
  - 12thシングル「Believe Your Smile」カップリング（V6）
11. Take it easy※
作詞・作曲・編曲：オオヤギヒロオ、Brass Arrangement：金子隆博
  - 2ndシングルカップリング
12. GOAL
作詞：小林和子、作曲：Eddy Blues、編曲：上野圭市
  - 2ndアルバム「NATURE RHYTHM」収録曲（V6）
13. WISHES 〜I'll be there〜
作詞・作曲・編曲：小幡英之
  - 1stシングル

#### Disc 2
1. BIG FORCE
作詞：椎名祐生、作曲・編曲：野田浩平
  - 2ndアルバム収録曲
2. LOVE SONG※
作詞：河口恭吾、作曲：椎名Kay太、編曲：武藤良明
  - 2ndシングルカップリング
3. Glory
作詞：平井森太郎、作曲：浅野祐悠輝、編曲：水島康貴
  - 1stアルバム収録曲
4. Stranger than Paradise - 長野博
作詞：六ツ見純代、作曲：川上明彦、編曲：Happo
  - 2ndアルバム収録曲
5. 季節
作詞・作曲：スフィンクス、編曲：岩田雅之
  - 1stアルバム収録曲
6. screaming※
作詞：mavie、作曲：森広隆、編曲：西脇辰弥
  - 22ndシングル「メジルシの記憶」カップリング（V6）
7. お前がいる - 井ノ原快彦
作詞・作曲：SION、編曲：白井良明
  - 2ndミニアルバム「SUPER HEROES」収録曲（V6）
8. days -tears of the world-
作詞・作曲・編曲：浅田直
  - 7thアルバム「seVen」収録曲（V6）
9. Traveler
作詞：谷亜ヒロコ、作曲：谷本新、編曲：CHOKKAKU
  - 1stアルバム収録曲
10. コバルトブルー - 坂本昌行
作詞・作曲：片岡大志、編曲：冬野竜彦
  - 1stミニアルバム収録曲（V6）
11. Going Back 2 R・e・a・l
作詞：MOTOMY、作曲・編曲：ZAKI
  - 1stアルバム収録曲
12. 夏のメモリー
作詞：六ツ見純代、作曲：浅田直、編曲 石塚知生
  - 6thアルバム「Volume 6」収録曲（V6）
13. 光り射す場所へ※
作詞：柚木美祐、作曲：森元康介、編曲：CHOKKAKU
  - 23rdシングル「Darling」カップリング（V6）

### 通常盤
1. ちぎれた翼
2. Running to the top
3. Knock me Real
4. おやすみ - 井ノ原快彦
作詞・作曲：井ノ原快彦、編曲：鶴田海生
  - 2ndアルバム収録曲
5. 夏のメモリー
6. Working Man
7. Precious Love
8. Dahlia
9. Shelter - 坂本昌行
作詞：山田ひろし、作曲：渡辺和紀、編曲：鶴田海生
  - 2ndアルバム収録曲

表記はないが、ベストアルバムバージョンである。
10. クロール
11. Lookin’ The World - 長野博
作詞・作曲：DJ KOO、編曲：west 87
  - 2ndミニアルバム収録曲（V6）
12. Lonely Holy Night
13. 光り射す場所へ
14. WISHES 〜I'll be there〜
曲終了後、シークレットトラック「雲のイメージ」を収録。

### 応募特典DVD「Replay 〜History of 20th Century〜」
1. 1995-1997
2. 1998-2000
3. 2001-2004
4. Message